# Чёрная (нижний приток Бузулука)
Чёрная — река в России, протекает по Новоаннинскому району Волгоградской области. Длина реки составляет 12 км, площадь водосборного бассейна 723 км².
Устье реки находится в 92 км по левому берегу реки Бузулук, на высоте около 79 метров на уровне моря
По данным государственного водного реестра России относится к Донскому бассейновому округу, водохозяйственный участок реки — Бузулук, речной подбассейн реки — Хопер. Речной бассейн реки — Дон (российская часть бассейна).
На реке расположен хутор Родниковский